# إيرل وليامز (لاعب كرة قاعدة)
إيرل وليامز (بالإنجليزية: Earl Williams)‏ هو لاعب كرة قاعدة أمريكي، ولد في 27 يناير 1903 في كمبرلاند غاب في الولايات المتحدة، وتوفي في 10 مارس 1958 في نوكسفيل في الولايات المتحدة.

## وصلات خارجية
- إيرل وليامز على موقعبيزبول رفرنس.كوم (الدوري الرئيسي) (الإنجليزية)
- إيرل وليامز على موقعبيزبول رفرنس.كوم (الدوري الثانوي) (الإنجليزية)